# Ngounié
Ngounié je jedna z 9 provincií v Gabonu. Rozkládá se na území o rozloze 37 750 km² a jejím hlavním městem je Mouila. Na jihovýchodě provincie hraničí s Konžskou republikou.

Ngounié na mapě Gabonu
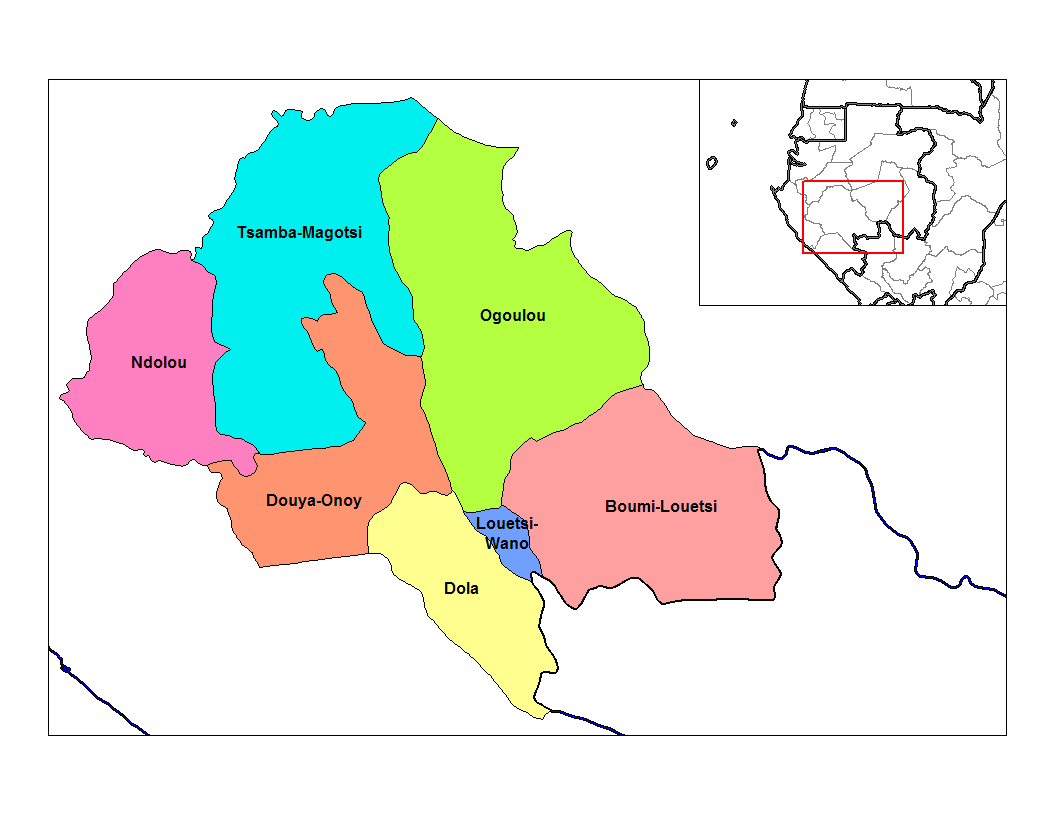
Departmenty provincie Ngounié

## Departmenty
Provincie je rozdělena do 9 departmentů:
- Boumi-Louetsi (Mbigou)
- Dola (Ndendé)
- Douya-Onoy (Mouila)
- Louetsi-Bibaka (Malinga)
- Louetsi-Wano (Lebamba)
- Mougalaba (Guietsou)
- Ndolou (Mandji)
- Ogoulou (Mimongo)
- Tsamba-Magotsi (Fougamou)